# Измайлово (Новосильский район)
Изма́йлово — село в составе Вяжевского сельского поселения Новосильского района Орловской области России.

## Название
Название получено от фамилии Измайлов. В начале XVII века Измайлов Андрей Артемьевич служил стольником в Новосильской крепости и участвовал в застройке осадных дворов.

## География
Расположено на обоих берегах реки Зуши в 20 км (по автодороге) от райцентра Новосиля и в 2 км от сельского административного центра Вяжи-Заверх.

## История
Упоминается в ДКНУ (Дозорной книге Новосильского уезда) за 1614—1615 гг. Первоначально селение называлось «Малые Вежи» (возможно поселение отселённое из села Вяжи). В писцовой книге Новосильского уезда за 1646 год указано, что Ондрей Ортемьев сынъ Измаилов имел вотчину полсела Вежей Малых (РГАДА. Ф. 1209, оп.1, кн. 526). На карте ПГМ Новосильского уезда (1770—1790 гг.) обозначено как село «Вежи Измаилово тожъ». Статус села был потерян и упразднён приход в XIX веке и уже как сельцо Измайлово вошло в церковный приход Дмитриевской церкви села Вяжи. Населено было помещичьими крестьянами. В 1859 году в Измайлово насчитывалось 65 крестьянских двора, а в 1915 — 137.
На карте РККА за 1941 год село обозначено состоящим из двух поселений Измайлово и Малое Измайлово. У деревни Малое Измайлово 12 июля 1943 года начался прорыв немецкой обороны в Орловской наступательной операции «Кутузов».

## Население
| 1857 | 1859 | 1915 | 2010 |
| ---- | ---- | ---- | ---- |
| 866  | ↘793 | ↗994 | ↘39  |

## Примечание
1. 1 2  Всероссийская перепись населения 2010 года. 7. Численность населения городских округов, муниципальных районов, городских и сельских поселен
2. ↑  Неделин В. М. Древние города земли Орловской. XII—XVIII века. История. Архитектура. Жизнь и быт / ответств. А. И. Лысенко. — Орёл: Вешние Воды, 2012. — С. 229. — 561 с. — ISBN 978-5-87295-280-0.
3. ↑  Планы Генерального Межевания (ПГМ) уездов Тульской губернии. ЭтоМесто. Дата обращения: 7 августа 2016.
4. ↑  Майорова Т. В., Полухин О. В. Историко-топонимический словарь Новосильского уезда Тульской губернии. — Тула: ООО «Борус-Принт», 2014. — 148 с. — ISBN 978-5-905154-18-8.
5. ↑  Малицкий П. И. Приходы и церкви Тульской епархии: извлечение из церковно-приходских летописей. — Тула: Тульское епархиальное братство св. Иоанна Предтечи, 1895
6. ↑  Левшин В. Списки населённых мест Российской империи по сведениям 1859—1862 гг. Тульская губерния / под ред. Е. Огородникова. — СПб.: Центральный статистический комитет МВД, 1862.
7. ↑  Карта РККА N-37 (В) • 1 км. Орловская, Липецкая и Тульская области. ЭтоМесто. Дата обращения: 7 августа 2016.
8. ↑  Жутиков А.  // Орловский военный вестник : военно-исторический журнал. — 2013. — № 7.
9. ↑  Города и селения Тульской губернии в 1857 году. На основании приходских списков Тульской епархии — СПб.: Санкт-Петербургская академия наук, 1858.
10. ↑  Списки населённых мест Российской империи по сведениям 1859—1862 гг. Тульская губерния — СПб.: Центральный статистический комитет, 1862.
11. ↑  Справочник «Новый Кеппен». Приходы Тульской епархии (по данным клировых ведомостей, 1915—1916 гг.) — М.: Институт «Открытое общество», 2001.